# Janusz Bałdyga

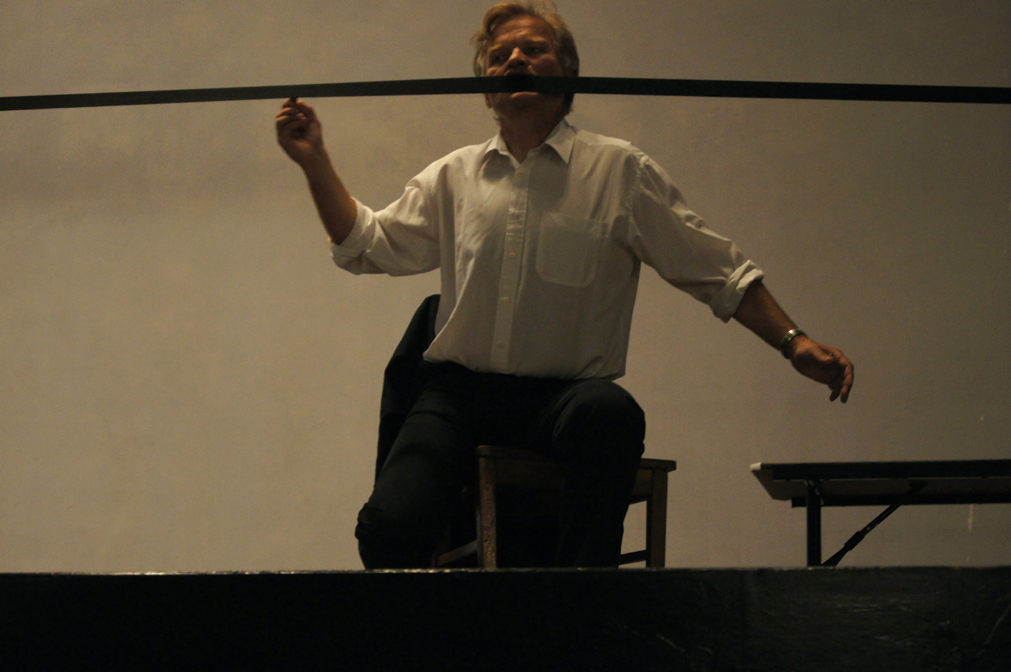
Janusz Bałdyga

Janusz Bałdyga (* 1954 in Lublin) ist polnischer Künstler.
Er studierte von 1974 bis 1979 bei Stefan Gierowski an der Akademie in Warschau. Dort war er 1976 auch Mitbegründer der Künstlergruppe Pracownia, deren Galerie er gemeinsam mit Jerzy Onuch und Łukasz Szajna leitete. Seit 1979 ist er Mitglied der Performance-Gruppe Akademia Ruchu.
In seinen Performances kombiniert Bałdyga Elemente von Konstruktivismus und Konzeptkunst. Seine Arbeiten sind durch Logik, Konsequenz und klare Zeichensprache geprägt. Performances von Bałdyga sind vielfach auch außerhalb von Polen zu sehen, so 1997 im E-Werk in Freiburg im Breisgau, 2001 in Minsk, 2005 bei der International Performance Art in der Turbine Giswil (Schweiz) und in Taiwan, 2007 beim ZAZ-Festival in Tel Aviv, 2008 im Rahmen der Veranstaltung Der Lange Atem – Meister der internationalen Performance-Szene im Maschinenhaus Essen, im Rahmen der Veranstaltung Camouflash in Dresden und bei einer Werkschau polnischer Performance-Künstler in Tel Aviv.